# Apodiktisches Recht

Albrecht Alt (1925)

Apodiktisches Recht ist als Fachbegriff der Bibelwissenschaft eine Begriffsprägung Albrecht Alts. 1934 veröffentlichte Alt seinen viel rezipierten Essay Die Ursprünge des israelitischen Rechts.

## Albrecht Alt: Die Ursprünge des israelitischen Rechts
Die formgeschichtliche Methode Hermann Gunkels ermöglichte Alt in den juristischen Texten des Alten Testaments die Unterscheidung von:
- kasuistischem Recht, das aus der städtischen Kultur Kanaans stammt und womit Israel an der Rechtskultur des Alten Orient teilhat, und
- apodiktischem Recht, das aus Israels nomadischer Frühzeit stammt und schweres sittliches Fehlverhalten der Strafe JHWHs überlässt. Es ist „volksgebunden israelitisch und gottgebunden jahwistisch,“[1] somit ohne Parallelen im Alten Orient.

Alt hatte eine feste Vorstellung vom kasuistischen Recht, und alle anderen Rechtsformen fasste er als apodiktisches Recht zusammen. Am Talionsrecht Ex 21,23–25  fiel ihm auf, wie ganz anders das apodiktische Recht das Thema Körperverletzung angeht. Anstelle der milderen Regelung des kasuistischen Rechts, das Schadensersatz vorsah, fordert dieses Recht in direkter Anrede („Du sollst…“) die Ahndung jeder Körperverletzung durch eine genau gleiche Verletzung des Täters.
Typisch für das apodiktische Recht ist nach Alt die Bildung von Reihen:
1. Todesrechtsreihe Ex 21,12–17 LUT, mit der wiederkehrenden Formel môt jûmāt: „Solche Wucht des Ausdrucks ist dem kasuistischen Stil … völlig fremd. … Es ergibt sich uns … die Notwendigkeit, den neuen Stil, der uns hier zum ersten Male entgegentritt, mit einer besonderen Bezeichnung zu versehen … Wir wollen ihn den apodiktischen Stil nennen.“[3]
2. Fluchreihe Dtn 27,15–16 LUT: eine Zusammenstellung todeswürdiger Verbrechen, die im Verborgenen geschehen und daher kaum zu ahnden sind. Der Täter wird mit dem Fluch der Strafe JHWHs überlassen.[4]
3. Reihe von Verwandtschaftsgraden, mit denen sexuelle Kontakte verboten sind Lev 18,7–17 LUT.

Hinter dem Dekalog erkannte Alt eine apodiktische Verbotsreihe, die nicht auf Einzelfälle, sondern auf ein „Ganzes“ zielt. „Das kategorische Verbot steht absoluter da als die noch so ernste Strafbestimmung.“
Der Sitz im Leben des apodiktischen Rechts ist nach Alt nicht die Gerichtsversammlung im Tor, sondern der Vortrag des Gottesrechts vor der versammelten Gemeinde der Israeliten,  idealtypisch in Dtn 27 mit dem Vortrag der levitischen Priester „in dem großen Amphitheater zwischen Ebal und Garizim im Paß von Sichem“ beschrieben. Der Vortrag des Gottesrechts war eine regelmäßig wiederkehrende Begehung. Einen Hinweis findet er in Dtn 31,9. Dieser Nachtrag mahnt eine regelmäßige Verlesung des Buchs Deuteronomium vor der ganzen Gemeinde mit den Männern, Frauen und Kindern an. Wörtlich verstanden, sei das bei dem Umfang des Deuteronomiums schwer realisierbar. Der Verfasser knüpfte an eine ihm noch bekannte Tradition des „kürzeren und einprägsameren Rechtsvortrags“ vor der gesamten Gemeinde an.
Alt nahm einen Zusammenstoß des aus der Wüste stammenden, israelitischen apodiktischen Rechts mit dem städtisch-kanaanäischen kasuistischen Recht an: „Die beiden Rechte, die sich da begegnen, können ihre Ansprüche auf Geltung im israelitischen Bereich nicht friedlich untereinander ausgleichen … Denn … im apodiktischen Recht Israels [wirkt] eine noch völlig ungebrochene aggressive Kraft, die schlechthin jedes Lebensgebiet dem unbedingten Herrschaftsanspruch des Willens Jahwes für sein Volk unterwerfen will und daher keine profane oder neutrale Zone anzuerkennen vermag.“

## Zeitgeschichtlicher Kontext
Erhard S. Gerstenberger zufolge entsprach „die Vorliebe für ein starkes, autoritäres Recht, das ohne Wenn und Aber durchgesetzt wird“, dem Zeitgeist der 1920er und 1930er Jahre. Beispielsweise wandten sich Georg Dahm und Friedrich Schaffstein gegen die Bestrebungen des Reichsjustizministers Gustav Radbruch zur Strafrechtsreform. Liberales oder autoritäres Strafrecht? fragten Dahm und Schaffstein 1933, um für letzteres zu plädieren. Mangels autobiografischen Materials lasse sich nicht mehr klären, wie Albrecht Alt die Diskussionen über eine Strafrechtsreform im Deutschen Reich verfolgte: er kannte sie aus der Tagespresse, vielleicht auch durch Diskussionen mit Kollegen von der Juristischen Fakultät in Leipzig.

## Neuere Diskussion
Willy Schottroff referierte 1977 den Forschungsstand zum israelitischen Recht; die von Alt vorgeschlagene Zweiteilung kasuistisches/apodiktisches Recht war bereits nicht mehr haltbar. Einerseits wankte die Hypothese des sakralen Stämmebunds, und das betraf auch die Vorstellung eines von diesem Bund gepflegten apodiktischen JHWH-Rechts. Andererseits hielt Alts formgeschichtliche Bestimmung des apodiktischen Rechts der Überprüfung nicht stand. Als apodiktisch konnten nach Ausscheidung eines Teils des von Alt hier eingeordneten Materials nur noch „Verbote und Gebote ohne Rechtsfolgebestimmungen“ gelten. Erhard S. Gerstenberger verortete diese Rechtssätze 1965 im Sippenethos einer „segmentären, akephalen Gesellschaft,“ d. h. sie sind keineswegs exklusiv israelitisch und jahwistisch, wie Alt meinte, sondern überall dort zu finden, wo es vorstaatliche Stammesgesellschaften gab und gibt.